# مار درختی قهوه‌ای
مار درختی قهوه‌ای (نام علمی: Boiga irregularis) نام یک گونه از تیره قمچه‌ماران است.